# Colin Kolles
Colin Kolles nascido Calin Colesnic (Timișoara, 13 de dezembro de 1967) é um dirigente esportivo romeno de cidadania alemã.
É ex-chefe de equipe da Hispania Racing Team, tendo ocupado posições similares em outras equipes como Jordan Grand Prix, Midland F1 Racing, Spyker F1 e Force India. Ele foi um conselheiro da Caterham F1 Team e teve uma parte no projeto sem êxito da Forza Rossa Racing.
Em fevereiro de 2010, Koller foi contratado como chefe da equipe Hispania Racing que estreia na Fórmula 1 em 2010, como parte do acordo para salvar o futuro da equipe e da posição na temporada 2010 da Fórmula 1. Substituiu o fundador da equipe, Adrián Campos, no papel.
Possui a Team Kolles, que disputa a Le Mans Series, e até 2009 também a DTM.